# مسجد تشاكتشان

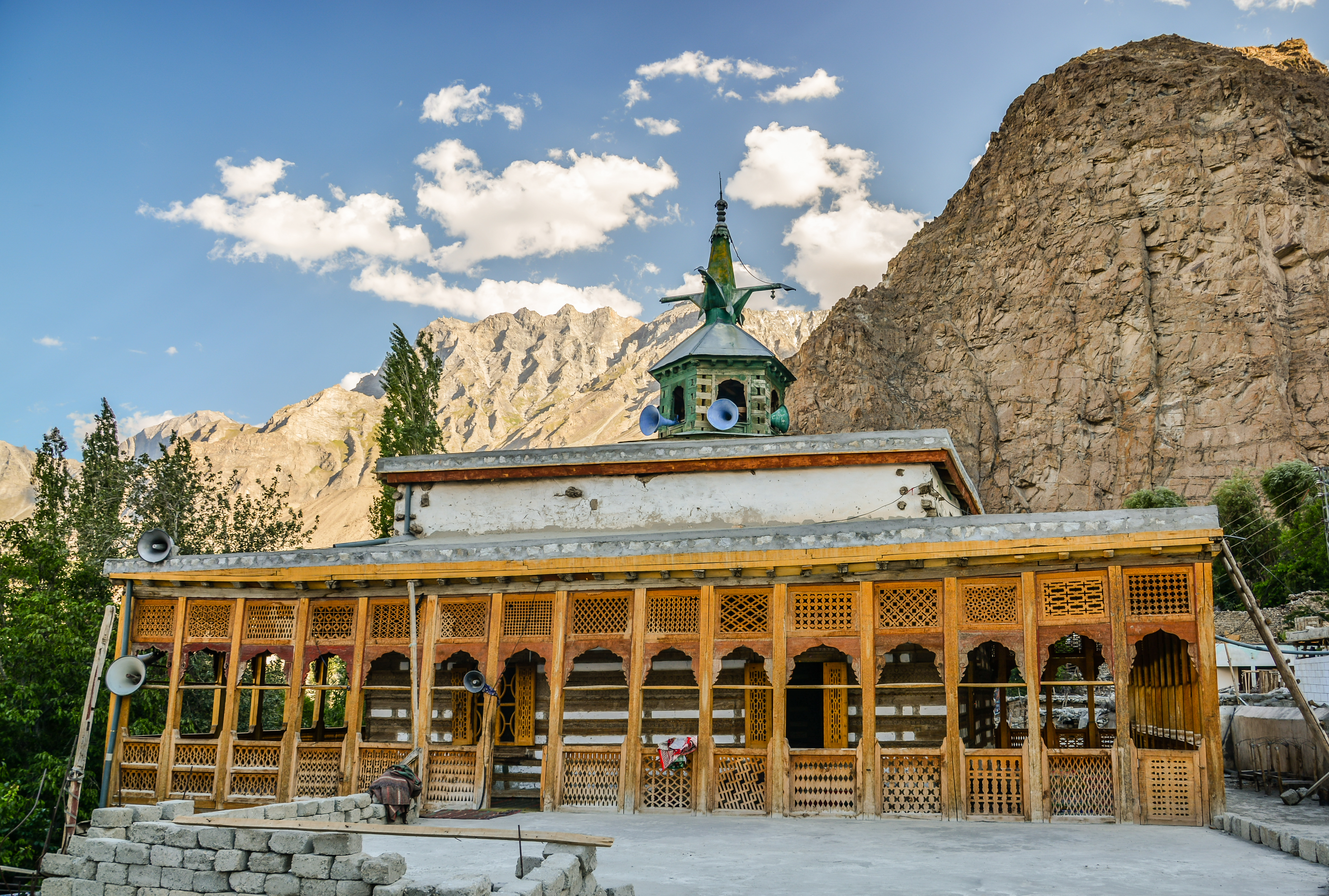

مسجد تشاكتشان (باللغة الاوردية: مسجد چقچن) Chaqchan Mosque ؛ وتعني "المسجد المعجز"  هو مسجد يقع في مدينة خابلو، في منطقة جيلجيت بالتستان في شمال باكستان . يعود تاريخ المسجد إلى عام 1370، وهو أحد أقدم المساجد في المنطقة، ويرجع تاريخه إلى الوقت الذي تحول فيه سكان المنطقة بشكل جماعي من البوذية التبتية إلى الإسلام . يتشارك المسجد في الهندسة المعمارية المشابهة لتلك التي بنيت في وادي كشمير . يتميز بمزيج من الأساليب المعمارية التبتية والمغولية والفارسية .

## تاريخ
وفقًا لبعض المصادر، تم بناء المسجد من قبل مير سيد علي حمداني بينما يقول آخرون أنه عند وصول القديس الصوفي سيد نوربخش من كشمير إلى بلتستان ، اعتنق الحاكم المحلي الإسلام وأمر ببناء المسجد  في عام 1370 م. ومع ذلك، فإن تأريخ النظرية الأخيرة يتناقض مع المصادر التاريخية التي تشير إلى أن المسجد ربما تم بناؤه قبل أكثر من عقدين من الزمن من ولادة السيد نوربخش .

## الحفظ
أدرجت حكومة باكستان مسجد تشاكتشان ضمن قائمة مواقع التراث الباكستاني. المسجد الآن قيد الاستخدام بعد أعمال الترميم المكثفة.

## التصميم المعماري
معماريا يعرض المسجد مزيجًا من الأساليب التبتية والمغولية والفارسية، ويتكون من مجمع مكعب من طابقين: نصف قبو، وطابق أرضي مع برج في الأعلى. تتكون الجدران المحيطة بالهيكل المكعب من ألواح خشبية مكدسة لتشكل إطارًا مع فراغات مغطاة بالطين أو الوحل، وهذه التقنية في الواقع تشبه تقنية الأوبس كراتيكوم الرومانية. تُعد هذه الطريقة في البناء واحدة من أقدم الطرق المعروفة لصنع هياكل مقاومة للعوامل الجوية كما أنها مناسبة أيضًا لظروف الشتاء القاسية.

### المعرض

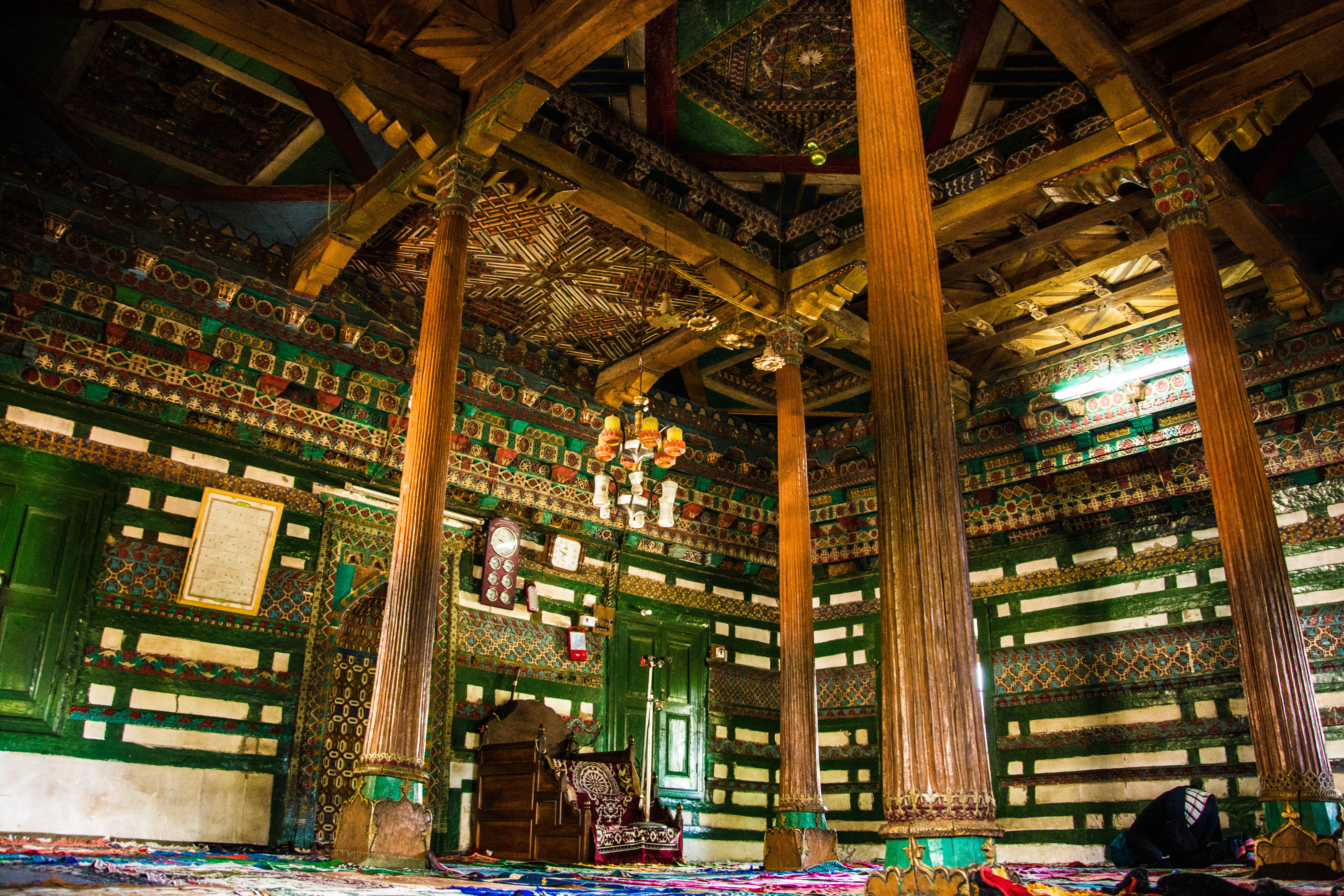
داخل المسجد مع أعمال خشبية واسعة النطاق
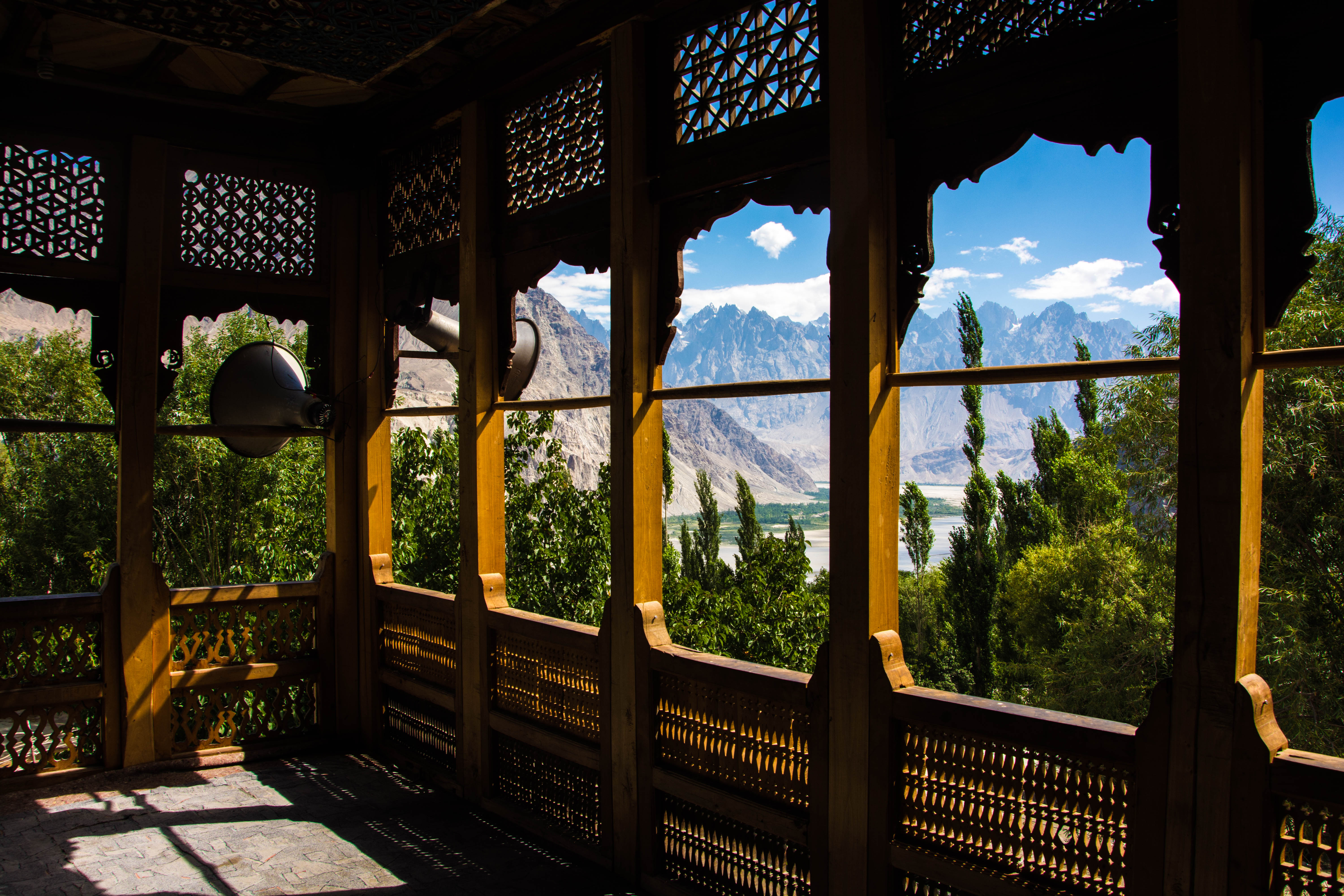
منظر للوادي من المسجد
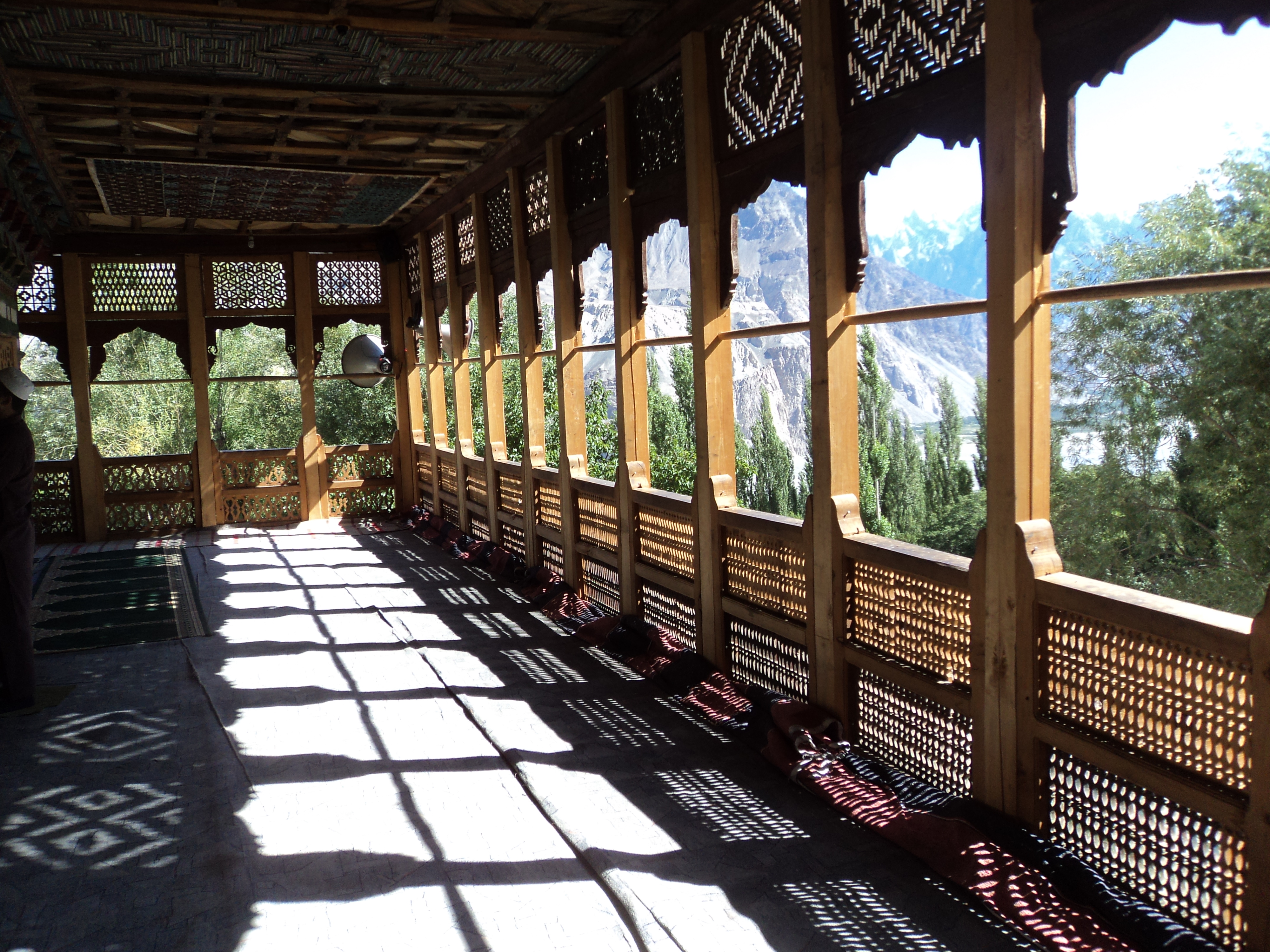
أقواس مسجد جاجشان
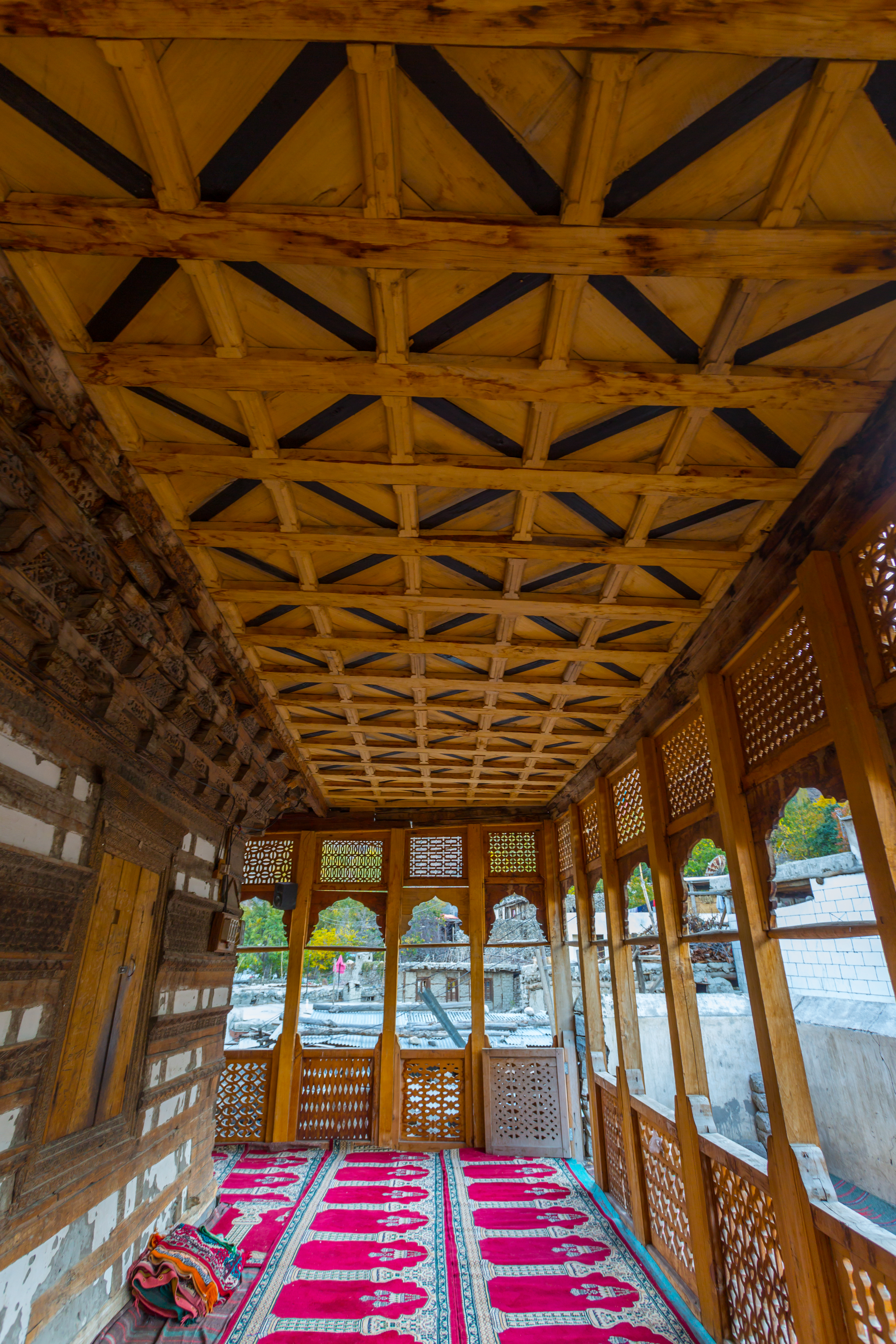
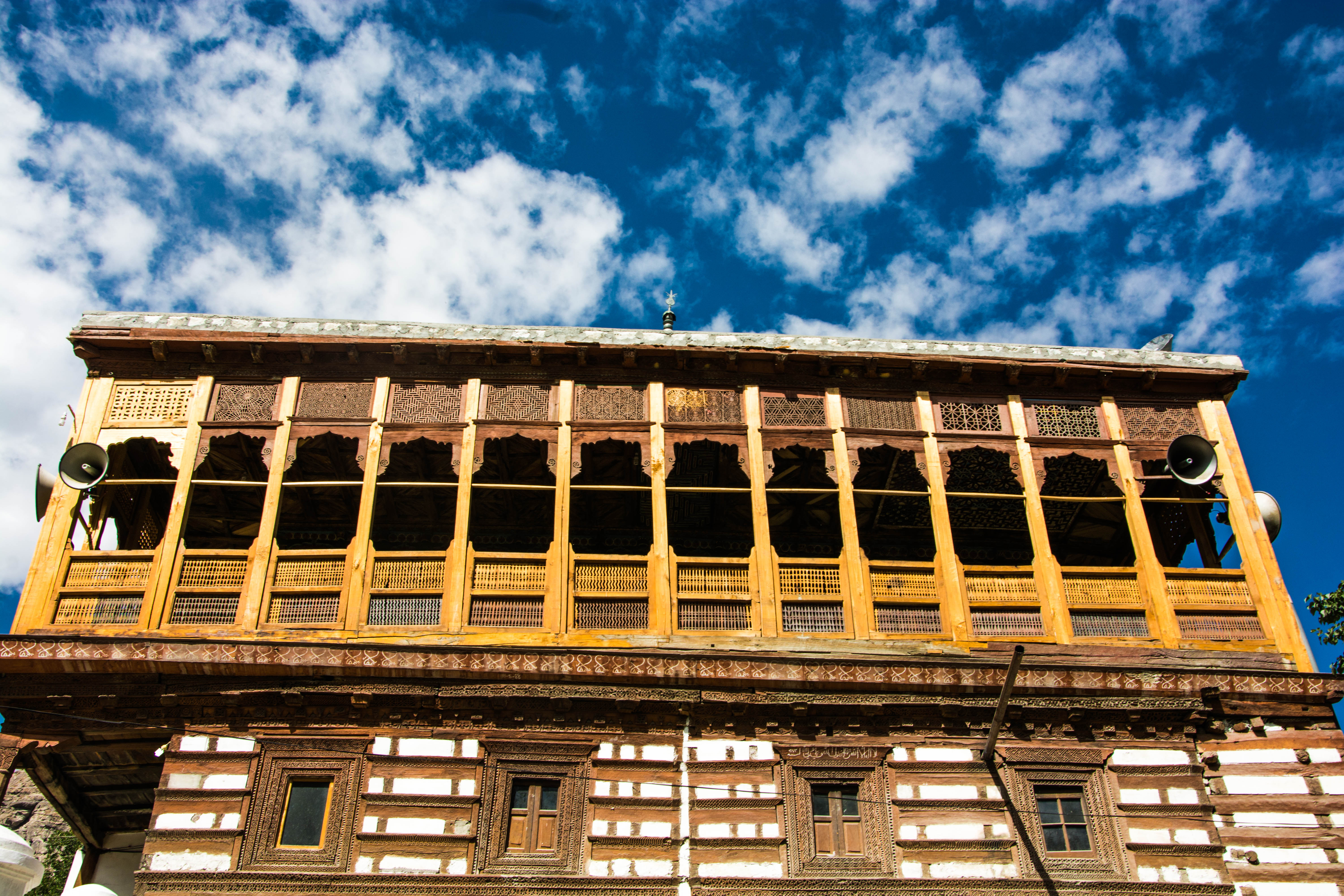
الواجهة الخارجية للمسجد
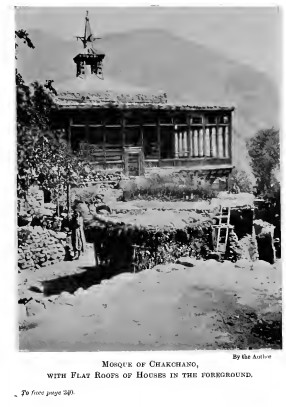
مسجد جاجشان حوالي العقد الأول من القرن التاسع عشر
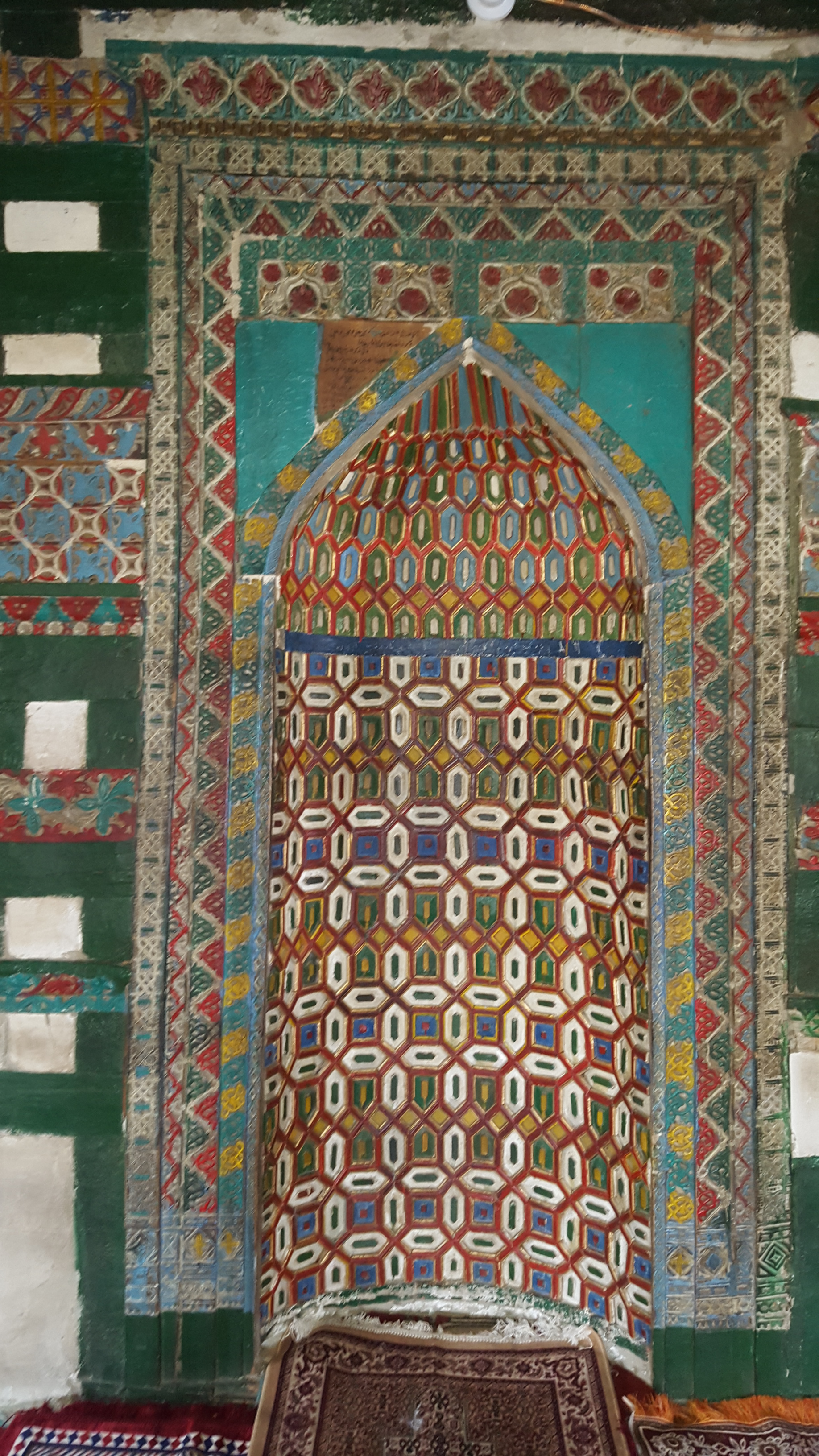
محراب المسجد المزخرف
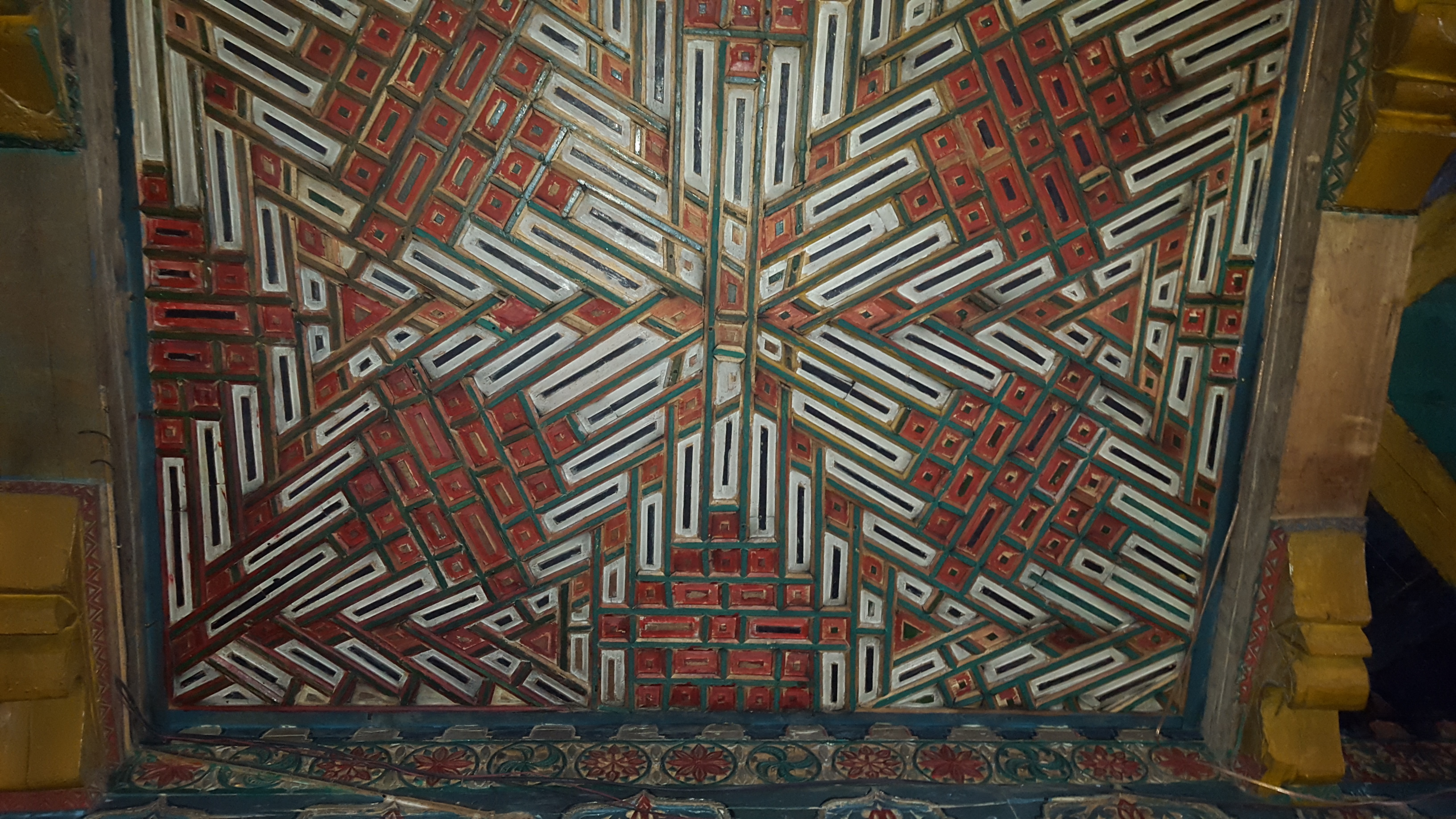
جزء من السقف المزخرف
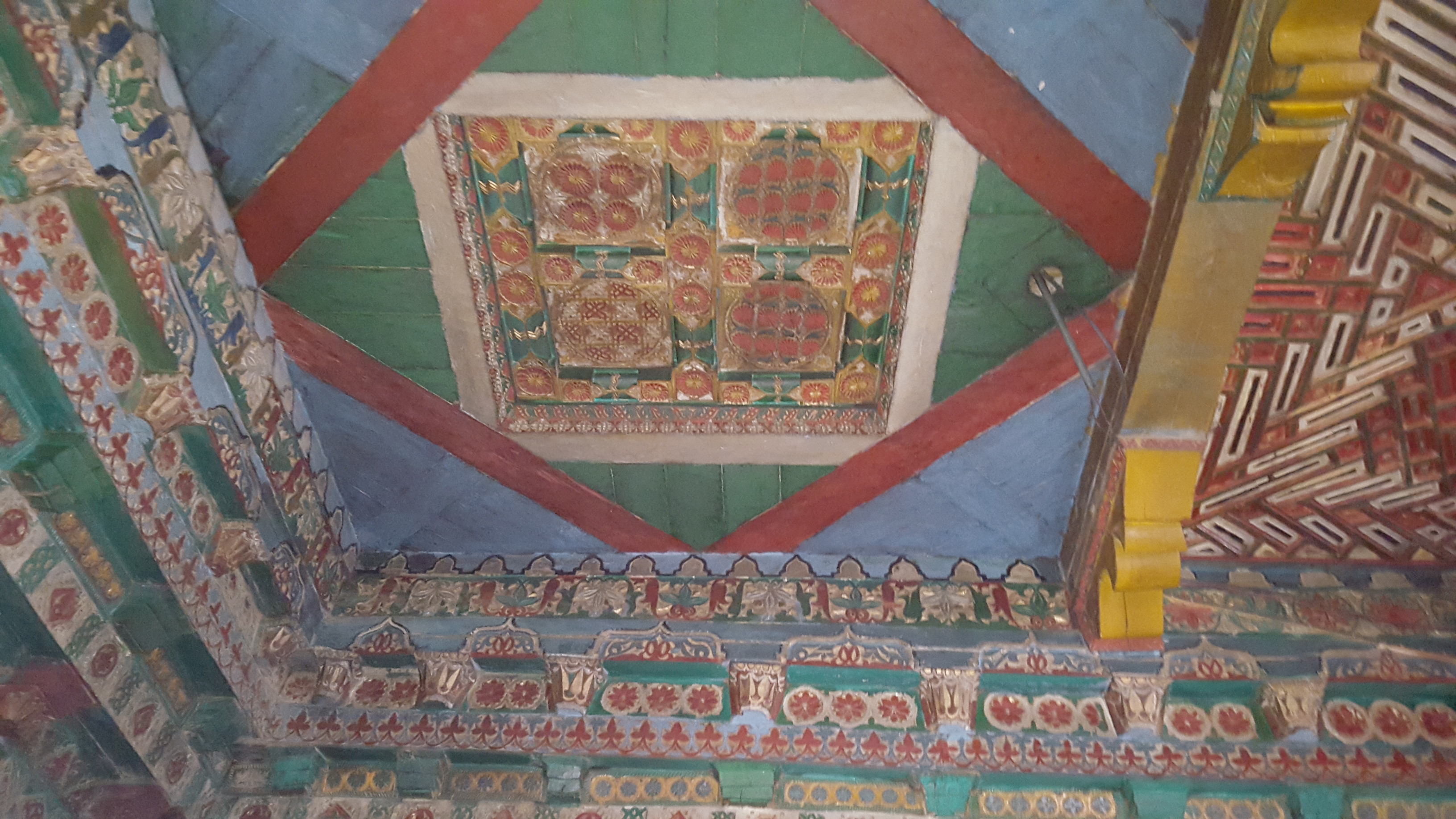
تم تزيين جميع أسطح المسجد الداخلية تقريبًا، بما في ذلك سقفه.
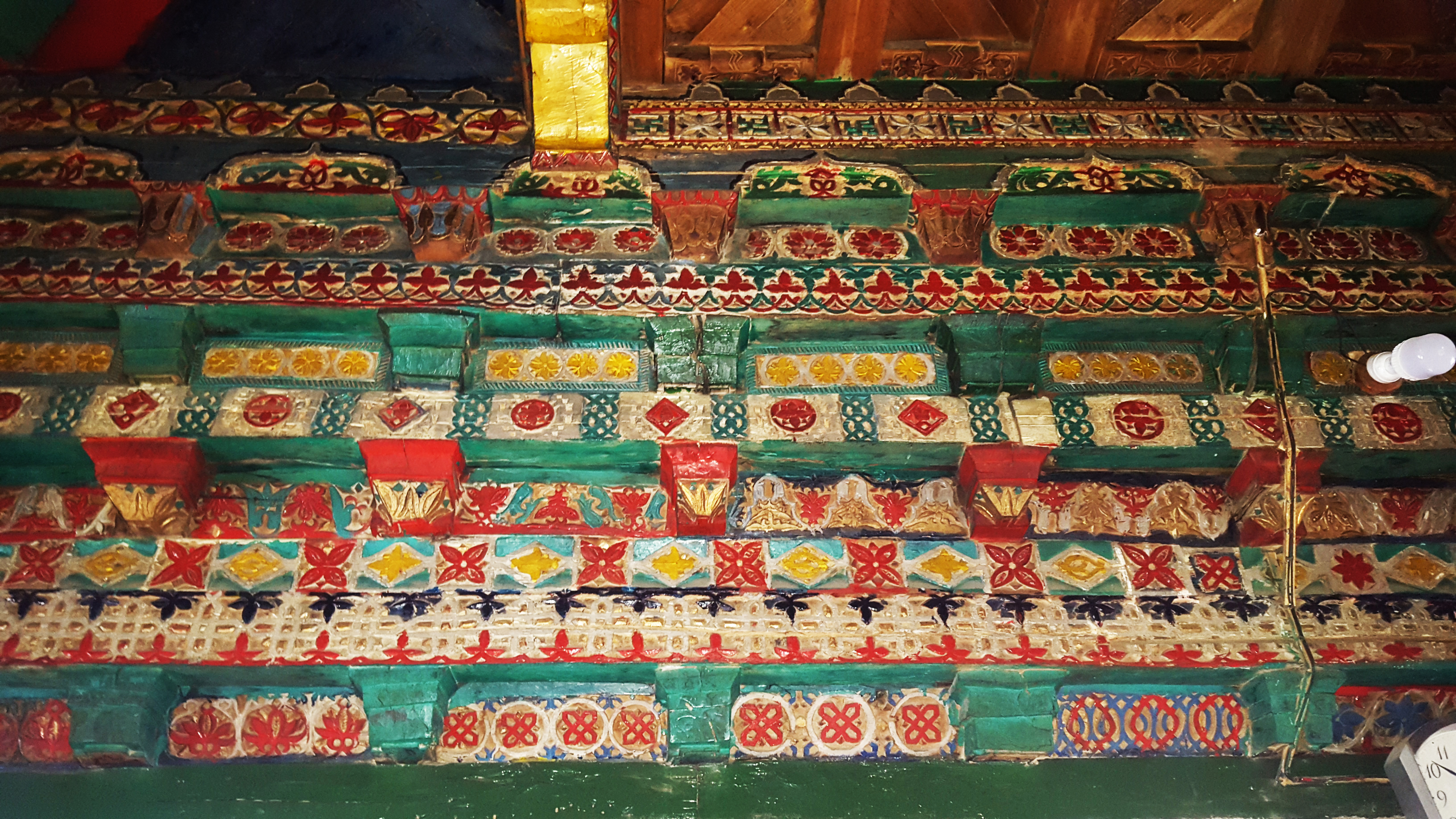
تستخدم الديكورات الداخلية الألوان النابضة بالحياة